# 元寶箱
元寶箱是馬祖的殯葬習俗之一，將紙錢折成元寶樣，整齊放入紙箱中，並在紙箱上寫亡者姓名，葬禮時法師誦禱後焚燒。有時親友除了製作亡者元寶箱外，也還會多製作元寶箱，希望亡者到了陰間後，順道帶給陰間其他的過世親人，這樣的習俗禮儀在當地稱作「寄箱」。
由於經濟發展，元寶箱與寄箱在馬祖的喪禮上，慢慢地出現動輒一次燒掉數百、甚至數千箱的元寶箱，葬禮總費用高達數十萬至百萬新台幣之譜，2020年代開始引起了針對環保議題、公共設施資源配置等的公開探討與反思。